# Indoxyl

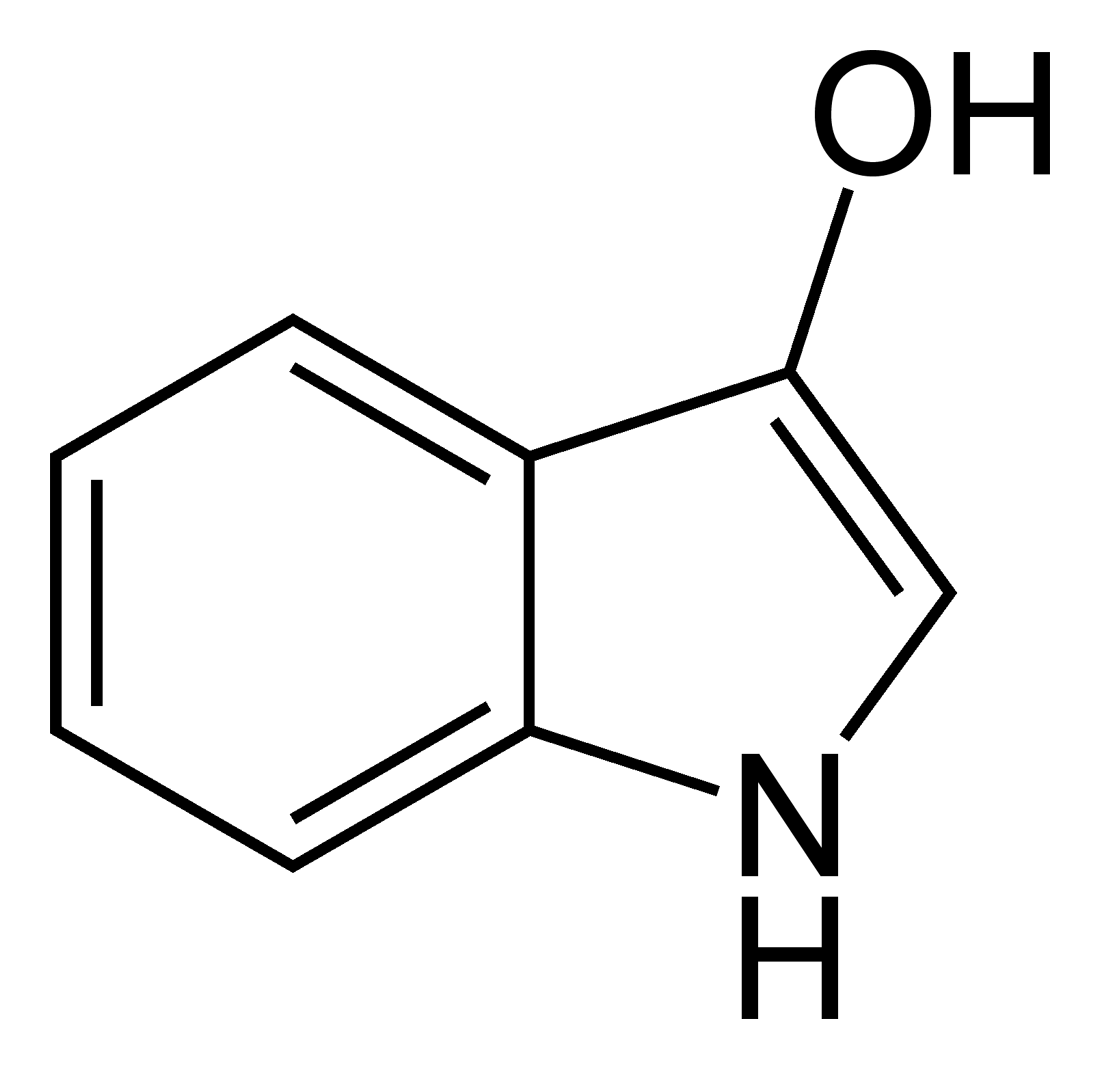
Công thức cấu trúc của indoxyl

Indoxyl là một hợp chất hữu cơ của nitơ với công thức tổng quát C8H7NO. Indoxyl là đồng phân với oxindol và thu được như là một chất lỏng dạng dầu ở điều kiện phòng. Danh pháp IUPAC: 1H-indol-3-ol. Số CAS: 480-93-3. Phân tử gam: 133,14728 g/mol.
Indoxyl được sản xuất từ indican, một glicozit. Sự thủy phân của indican sinh ra β-D-glucoza và indoxyl.
Thuốc nhuộm màu chàm (Indigotin) là sản phẩm của phản ứng giữa indoxyl với các chất oxy hóa vừa phải, chẳng hạn oxy trong không khí.